# Hydrillodes moloalis
Hydrillodes moloalis är en fjärilsart som beskrevs av Walker 1859. Hydrillodes moloalis ingår i släktet Hydrillodes och familjen nattflyn. Inga underarter finns listade i Catalogue of Life.